# هينسون ليونغ
هينسون ليونغ (بالصينية: 梁倬軒) هو مدرب كرة قدم ولاعب كرة قدم صيني في مركز الوسط، ولد في 25 نوفمبر 1987 في هونغ كونغ في الصين. شارك مع منتخب هونغ كونغ تحت 23 سنة لكرة القدم ومنتخب هونغ كونغ لكرة القدم. أما مع النوادي، فقد لعب مع نادي جنوب الصين.

## وصلات خارجية
- هينسون ليونغ على موقع قاعدة بيانات كرة القدم.إي يو (الإنجليزية)
- هينسون ليونغ على موقع ناشيونال فوتبول تيمز (الإنجليزية)